# Parafia Przemienienia Pańskiego w Dąbrowie Górniczej
Parafia Przemienienia Pańskiego w Dąbrowie Górniczej – rzymskokatolicka parafia, położona w dekanacie dąbrowskim - Najświętszego Serca Pana Jezusa, diecezji sosnowieckiej, metropolii częstochowskiej w Polsce, erygowana w 1985 roku.